# Primera fila: Miguel Mateos
Primera fila: Miguel Mateos es el tercer álbum en vivo y noveno álbum del cantante, compositor y productor argentino Miguel Mateos. Fue lanzado en 23 de mayo de 2011 por BMG en Argentina.
El álbum contiene los éxitos de Miguel Mateos, desde sus comienzos con el grupo Zas hasta su etapa como su solista, adicionalmente se incluyó tres canciones nuevas: “Borracho y sentimental", “Cuando sea mañana" y “Rock Libre". Todas las canciones fueron grabadas en vivo.

## Documental
El material fue filmado completamente en alta definición, e incluye un documental íntimo sobre la trayectoria de Mateos a lo largo del continente y fue el primer lanzamiento nacional de bluray en Argentina.
Perdiendo el control, hito de los ´80, incluido en este proyecto, fue estrenado el 2 de mayo de 2011 como primer single del álbum.

Era un círculo cerrado de emociones, en una biblioteca desierta de libros, rodeados de eruditos fantasmas, confundiéndose con actores y actrices que desde las graderías recrearon junto a los músicos un registro inolvidable…. Me dio la sensación en un momento de estar retomando un viaje iniciático, que no sé donde nos llevará.

## Invitados
El show cuenta con la participación de la cantante española Malú en Solos en América, y con el grupo de pop mexicano Reik en Obsesión. Además incluye la participación en guitarra del hijo de Miguel, Juan Óliver Mateos, en Rock libre.  

## Créditos
Primera fila fue grabado en diciembre de 2010 en el Centro Nacional de la Música de Buenos Aires. La producción estuvo a cargo de Miguel, con la colaboración de su hermano Alejandro y Mario Breuer; la dirección artística representada por Rafa Vila y la dirección del DVD a cargo de Nahuel Lerena.

## Músicos
- Miguel Mateos - Voz, Guitarra, Piano/Teclados y Armónica
- Alejandro Mateos - Batería
- Ariel Pozzo - Guitarra, coros
- Roly Ureta - Guitarra, coros
- Alan Ballan - Bajo
- Nano Novello - Teclados
- Juan Oliver Mateos - Guitarra en "Rock Libre"
- Tony Cortez - Flugel
- Leonardo Díaz - Alto Sax
- Rubén Medina - Tenor Sax

## Lista de temas CD y DVD
1. Solo una noche Mas
2. Llámame si me necesitas
3. Perdiendo el control
4. Cuando despierte mañana
5. Un poco de satisfacción
6. Extra, extra
7. Un gato en la ciudad
8. En la cocina, huevos
9. Solos en América (Con Malú)
10. Borracho y sentimental
11. Lola
12. Atado a un sentimiento
13. Rock libre
14. Cuando seas grande
15. Obsesión (Con Reik)
16. Tira para arriba